# Magyar animációs tévéfilmsorozatok listája
Ez a lap a magyar animációs tévéfilmsorozatok listáját tartalmazza megjelenésük éve szerint rendezve. Az animációs tévéfilmsorozat televíziós műsortípus, amely valamely animációs filmkészítési technika alkalmazásával készül. A magyar sorozatkészítési hagyományoknak megfelelően a sorozatok többségét 13 epizód alkotja, az ennél több epizódból álló sorozatok általában több, egyenként 13 epizódot tartalmazó szériában készülnek. A sikeres sorozatokból alkalmanként egész estés, moziba szánt változat is készül (pl. Misi mókus kalandjai, Vízipók-csodapók), ezek a filmek ebben a listában nem szerepelnek.

## 1962
| Cím                             | Animáció | Epizódok | Alkotók                                             | Megjegyzés          |
| ------------------------------- | -------- | -------- | --------------------------------------------------- | ------------------- |
| Mi újság a Futrinka utcában? I. | bábfilm  |          | Bálint Ágnes, Lévai Sándor, Bródy Vera, Kende Márta | kesztyűsbáb-sorozat |

## 1964
| Cím        | Animáció | Epizódok | Alkotók                                            | Megjegyzés                                                    |
| ---------- | -------- | -------- | -------------------------------------------------- | ------------------------------------------------------------- |
| Gusztáv I. | rajzfilm | 68       | Nepp József                                        | 1964 és 1968 között készült, mozivászonra, nem tévéképernyőre |
| Mazsola I. | bábfilm  |          | Bálint Ágnes, Kende Márta, Bródy Vera, Váry Ferenc | kesztyűsbáb-sorozat                                           |

## 1965
| Cím         | Animáció | Epizódok | Alkotók                                            | Megjegyzés          |
| ----------- | -------- | -------- | -------------------------------------------------- | ------------------- |
| Mazsola II. | bábfilm  |          | Bálint Ágnes, Kende Márta, Bródy Vera, Váry Ferenc | kesztyűsbáb-sorozat |

## 1966
| Cím          | Animáció | Epizódok | Alkotók                                            | Megjegyzés          |
| ------------ | -------- | -------- | -------------------------------------------------- | ------------------- |
| Mazsola III. | bábfilm  |          | Bálint Ágnes, Kende Márta, Bródy Vera, Váry Ferenc | kesztyűsbáb-sorozat |

## 1967
| Cím                              | Animáció | Epizódok | Alkotók                                                       | Megjegyzés          |
| -------------------------------- | -------- | -------- | ------------------------------------------------------------- | ------------------- |
| Mi újság a Futrinka utcában? II. | bábfilm  |          | Bálint Ágnes, Lévai Sándor, Bródy Vera, Kende Márta           | kesztyűsbáb-sorozat |
| Rémusz bácsi meséi               | bábfilm  | 13       | Joel Chandler Harris, Gárdos Klári, Nagy György, Lévai Sándor | kesztyűsbáb-sorozat |

## 1969
| Cím                                                 | Animáció | Epizódok | Alkotók                                                   | Megjegyzés                                        |
| --------------------------------------------------- | -------- | -------- | --------------------------------------------------------- | ------------------------------------------------- |
| Mazsola és Tádé I.                                  | bábfilm  | 12       | Bálint Ágnes, Kende Márta, Bródy Vera, Váry Ferenc        | kesztyűsbáb-sorozat                               |
| Üzenet a jövőből – A Mézga család különös kalandjai | rajzfilm | 13       | Nepp József, Ternovszky Béla, Romhányi József, Deák Tamás | Az első rész 1970. január 11-én került képernyőre |

## 1970
| Cím                  | Animáció | Epizódok | Alkotók                                | Megjegyzés                                                      |
| -------------------- | -------- | -------- | -------------------------------------- | --------------------------------------------------------------- |
| Kukori és Kotkoda I. | rajzfilm | 13       | Bálint Ágnes, Mata János, Lovas Ferenc | A bemutatóját 1971. január 2-án tartották a Magyar Televízióban |

## 1971
| Cím                      | Animáció            | Epizódok | Alkotók                                                 | Megjegyzés                                          |
| ------------------------ | ------------------- | -------- | ------------------------------------------------------- | --------------------------------------------------- |
| Frakk, a macskák réme I. | papírkivágásos film | 13       | Bálint Ágnes, Macskássy Gyula, Cseh András, Pethő Zsolt | Az első rész 1972. december 23-án került képernyőre |
| Kukori és Kotkoda II.    | rajzfilm            | 13       | Bálint Ágnes, Mata János, Lovas Ferenc                  | Az első rész 1972. december 22. került képernyőre   |
| Mazsola és Tádé II.      | bábfilm             | 11       | Bálint Ágnes, Kende Márta, Bródy Vera, Váry Ferenc      | kesztyűsbáb-sorozat                                 |

## 1972
| Cím                                                   | Animáció            | Epizódok | Alkotók                                                   | Megjegyzés                                           |
| ----------------------------------------------------- | ------------------- | -------- | --------------------------------------------------------- | ---------------------------------------------------- |
| Frakk, a macskák réme II.                             | papírkivágásos film | 13       | Bálint Ágnes, Macskássy Gyula, Cseh András, Pethő Zsolt   | Az első rész 1973. november 10-én került képernyőre  |
| Mézga Aladár különös kalandjai                        | rajzfilm            | 13       | Nepp József, Ternovszky Béla, Romhányi József, Deák Tamás | Az első rész 1973. január 7-én került képernyőre     |
| A kiscsacsi kalandjai (Mirr-Murr kandúr kalandjai I.) | bábfilm             | 13       | Csukás István, Foky Ottó, Pethő Zsolt                     | Az első rész 1973. augusztus 11-én került képernyőre |

## 1973
| Cím                            | Animáció | Epizódok | Alkotók                                                      | Megjegyzés                                                                        |
| ------------------------------ | -------- | -------- | ------------------------------------------------------------ | --------------------------------------------------------------------------------- |
| Kérem a következőt! I.         | rajzfilm | 13       | Nepp József, Ternovszky Béla, Romhányi József, Deák Tamás    | Az első rész 1975. január 1-jén került képernyőre                                 |
| Mekk Elek, az ezermester       | bábfilm  | 13       | Romhányi József, Imre István, Koós Iván, Ránki György        | Az első rész 1974. november 30. került képernyőre                                 |
| Mikrobi I.                     | rajzfilm | 8        | Botond-Bolics György, Bálint Ágnes, Mata János, Lovas Ferenc | Az első rész 1976. január 4-én került képernyőre                                  |
| Mirr-Murr kandúr kalandjai II. | bábfilm  | 13       | Csukás István, Foky Ottó, Pethő Zsolt                        | Az első rész 1975. március 1-jén került képernyőre, amint a Mekk mester véget ért |

## 1974
| Cím                             | Animáció | Epizódok | Alkotók                                                   | Megjegyzés                                              |
| ------------------------------- | -------- | -------- | --------------------------------------------------------- | ------------------------------------------------------- |
| A kockásfülű nyúl I.            | rajzfilm | 13       | Marék Veronika, Richly Zsolt, Balázs Árpád                | Az első rész 1977. szeptember 23-án került képernyőre   |
| Kérem a következőt! II.         | rajzfilm | 13       | Nepp József, Ternovszky Béla, Romhányi József, Deák Tamás | Az első rész 1975. december 25-én került képernyőre     |
| Mirr-Murr kandúr kalandjai III. | bábfilm  | 13       | Csukás István, Foky Ottó, Pethő Zsolt                     | Megszakítás nélkül került képernyőre a II. sorozat után |

## 1975
| Cím                            | Animáció | Epizódok | Alkotók                                                      | Megjegyzés                                               |
| ------------------------------ | -------- | -------- | ------------------------------------------------------------ | -------------------------------------------------------- |
| A legkisebb ugrifüles I.       | bábfilm  | 13       | Csukás István, Foky Ottó, Gyulai Gaál János                  | Az első rész 1977. május 6-án került képernyőre          |
| Gusztáv II.                    | rajzfilm | 52       | Nepp József                                                  |                                                          |
| Mikrobi II.                    | rajzfilm | 5        | Botond-Bolics György, Bálint Ágnes, Mata János, Lovas Ferenc | Megszakítás nélkül került képernyőre a I. sorozat után   |
| Mirr-Murr kandúr kalandjai IV. | bábfilm  | 13       | Csukás István, Foky Ottó, Pethő Zsolt                        | Megszakítás nélkül került képernyőre a III. sorozat után |
| Vízipók-csodapók I.            | rajzfilm | 13       | Kertész György, Bálint Ágnes, Szabó Szabolcs, Pethő Zsolt    | Az első rész 1978. január 4-én került képernyőre         |

## 1976
| Cím                       | Animáció | Epizódok | Alkotók                                    | Megjegyzés                                         |
| ------------------------- | -------- | -------- | ------------------------------------------ | -------------------------------------------------- |
| A kockásfülű nyúl II.     | rajzfilm | 13       | Marék Veronika, Richly Zsolt, Balázs Árpád | Az első rész 1979-ben került képernyőre            |
| A legkisebb ugrifüles II. | bábfilm  | 13       | Csukás István, Foky Ottó, Pethő Zsolt      | Az első rész 1978. április 1-jén került képernyőre |

## 1977
| Cím                 | Animáció | Epizódok | Alkotók                                          | Megjegyzés                                            |
| ------------------- | -------- | -------- | ------------------------------------------------ | ----------------------------------------------------- |
| Magyar népmesék I.  | rajzfilm | 13       | Jankovics Marcell, Lisziák Elek, Kaláka együttes | Az első rész 1980. szeptember 18-án került képernyőre |
| Marci és a kapitány | bábfilm  | 13       | Demény Ottó, Beregszászi Mária                   | Az első rész 1982. február 10-én került képernyőre    |

## 1978
| Cím                        | Animáció            | Epizódok | Alkotók                                                   | Megjegyzés                                          |
| -------------------------- | ------------------- | -------- | --------------------------------------------------------- | --------------------------------------------------- |
| Frakk, a macskák réme III. | papírkivágásos film | 13       | Bálint Ágnes, Macskássy Gyula, Cseh András, Pethő Zsolt   | Az első rész 1979. december 29-én került képernyőre |
| Pom Pom meséi I.           | rajzfilm            | 14       | Csukás István, Dargay Attila, Pethő Zsolt                 | Az első rész 1980. karácsonyán került képernyőre    |
| Vakáción a Mézga család    | rajzfilm            | 13       | Nepp József, Ternovszky Béla, Romhányi József, Deák Tamás | Az első rész 1980. június 15-én került képernyőre   |

## 1979
| Cím                 | Animáció            | Epizódok | Alkotók                                                   | Megjegyzés                                                              |
| ------------------- | ------------------- | -------- | --------------------------------------------------------- | ----------------------------------------------------------------------- |
| Futrinka utca       | bábfilm             | 13       | Bálint Ágnes, Lévai Sándor, Bergendy István, Szabó Attila | Az első rész 1983. március 19-én került képernyőre, kesztyűsbáb-sorozat |
| Jómadarak           | rajzfilm            | 13       | Gyulai Liviusz, Cseh András                               | Az első rész 1981. szeptember 6-án került képernyőre                    |
| Magyar népmesék II. | rajzfilm            | 13       | Jankovics Marcell, Lisziák Elek, Kaláka együttes          | Az első rész 1981. október 8-án került képernyőre                       |
| Pityke              | rajzfilm            | 13       | Peterdi Pál, Maros Zoltán, Wolf Péter                     | Az első rész 1981. április 30-án került képernyőre                      |
| Varjúdombi mesék    | papírkivágásos film | 13       | Tarbay Ede, Foky Ottó, Pethő Zsolt                        | Az első rész 1983. augusztus 14-én került képernyőre                    |

## 1980
| Cím                  | Animáció | Epizódok | Alkotók                                                         | Megjegyzés                                           |
| -------------------- | -------- | -------- | --------------------------------------------------------------- | ---------------------------------------------------- |
| Misi Mókus kalandjai | bábfilm  | 13       | Tersánszky Józsi Jenő, Mészöly Miklós, Foky Ottó, Pethő Zsolt   | Az első rész 1982. február 20-án került képernyőre   |
| Vízipók-csodapók II. | rajzfilm | 13       | Kertész György, Bálint Ágnes, Szabó Szabolcs, Pethő Zsolt       | Az első rész 1982. augusztus 21-én került képernyőre |
| Vuk (tévéváltozat)   | rajzfilm | 4        | Dargay Attila, Wolf Péter, Szenes Iván, Imre István, Tarbay Ede | Az első rész 1981 húsvétján került képernyőre        |

## 1981
| Cím                    | Animáció | Epizódok | Alkotók                                           | Megjegyzés                                                               |
| ---------------------- | -------- | -------- | ------------------------------------------------- | ------------------------------------------------------------------------ |
| Mesék Mátyás királyról | rajzfilm | 13       | Kőszegi Ábel, ifj. Ujváry László, Kaláka együttes | Az első rész 1984. február 10-én került képernyőre                       |
| Pom Pom meséi II.      | rajzfilm | 12       | Csukás István, Dargay Attila, Pethő Zsolt         | Az első rész 1983 húsvétján került képernyőre, de a többi december 3-tól |

## 1982
| Cím                      | Animáció   | Epizódok | Alkotók                                                                    | Megjegyzés                                           |
| ------------------------ | ---------- | -------- | -------------------------------------------------------------------------- | ---------------------------------------------------- |
| A nagy ho-ho-horgász I.  | rajzfilm   | 13       | Csukás István, Sajdik Ferenc, Dargay Attila, Pethő Zsolt, 100 Folk Celsius | Az első rész 1984. december 1-jén került képernyőre. |
| Kérem a következőt! III. | rajzfilm   | 13       | Hernádi Oszkár, Haui József, Romhányi József, Deák Tamás                   | Az első rész 1985 szilveszterén került képernyőre    |
| Sebaj Tóbiás I.          | gyurmafilm | 13       | Csukás István, Cakó Ferenc, Bergendy Zenekar                               | Az első rész 1984 majálisán került képernyőre        |

## 1984
| Cím                       | Animáció            | Epizódok | Alkotók                                                 | Megjegyzés                                            |
| ------------------------- | ------------------- | -------- | ------------------------------------------------------- | ----------------------------------------------------- |
| Frakk, a macskák réme IV. | papírkivágásos film | 13       | Bálint Ágnes, Macskássy Gyula, Cseh András, Pethő Zsolt | Az első rész 1987. október 3-án került képernyőre     |
| Kíváncsi Fáncsi I.        | rajzfilm            | 6        | Tordon Ákos, Richly Zsolt, Pethő Zsolt                  | Az első rész 1986. szeptember 20-án került képernyőre |
| Leo és Fred I.            | rajzfilm            | 13       | Tóth Pál                                                | Az első rész 1986. november 1-jén került képernyőre   |
| Magyar népmesék III.      | rajzfilm            | 13       | Jankovics Marcell, Lisziák Elek, Kaláka együttes        | Az első rész 1985. augusztus 20-án került képernyőre  |
| Sebaj Tóbiás II.          | gyurmafilm          | 13       | Csukás István, Cakó Ferenc, Bergendy Zenekar            | Az első rész 1986. március 22-én került képernyőre    |

## 1985
| Cím                   | Animáció            | Epizódok | Alkotók                                                  | Megjegyzés                                                                    |
| --------------------- | ------------------- | -------- | -------------------------------------------------------- | ----------------------------------------------------------------------------- |
| Gyurmatek             | gyurmafilm          | 7        | Varga Csaba, Mosonyi Aliz, Votisky Zsuzsa                | Az első rész 1986. december 20-án került képernyőre                           |
| Vackor az első bében  | papírkivágásos film | 11       | Kormos István, Reich Károly, Cseh András, Pethő Zsolt    | Az első rész 1988. szeptember 3-án került képernyőre, a mesélő: Márkus László |
| Vízipók-csodapók III. | rajzfilm            | 13       | Kertész György, Haui József, Szabó Szabolcs, Pethő Zsolt | Az első rész 1987. október 25-én került képernyőre                            |

## 1986
| Cím                           | Animáció | Epizódok | Alkotók                            | Megjegyzés                                         |
| ----------------------------- | -------- | -------- | ---------------------------------- | -------------------------------------------------- |
| Mondák a magyar történelemből | rajzfilm | 13       | Jankovics Marcell, Kaláka együttes |                                                    |
| Trombi és a Tűzmanó I.        | rajzfilm | 13       | Baksa Tamás, Rigó Béla             | Az első rész 1989. február 26-án került képernyőre |

## 1987
| Cím                 | Animáció | Epizódok | Alkotók                                  | Megjegyzés                                                        |
| ------------------- | -------- | -------- | ---------------------------------------- | ----------------------------------------------------------------- |
| Dörmögőék kalandjai | bábfilm  | 13       | Gyárfás Endre, Kovács Kati, Korbuly Béla | Az első rész 1988. augusztus 7-én került képernyőre, kesztyűs-báb |
| Fabulák             | rajzfilm |          | Kovács István, Richly Zsolt, Sáry László |                                                                   |

## 1988
| Cím                      | Animáció            | Epizódok | Alkotók                                                                    | Megjegyzés                                         |
| ------------------------ | ------------------- | -------- | -------------------------------------------------------------------------- | -------------------------------------------------- |
| A nagy ho-ho-horgász II. | rajzfilm            | 13       | Csukás István, Sajdik Ferenc, Dargay Attila, Pethő Zsolt, 100 Folk Celsius | Az első rész 1989. november 4-én került képernyőre |
| Varjúdombi meleghozók    | papírkivágásos film | 13       | Tarbay Ede, Doboki László, Heinzelmann Emma, Sebő Ferenc                   | Az első rész 1989. május 21-én került képernyőre   |

## 1989
| Cím                 | Animáció          | Epizódok | Alkotók                                                           | Megjegyzés                                         |
| ------------------- | ----------------- | -------- | ----------------------------------------------------------------- | -------------------------------------------------- |
| Kíváncsi Fáncsi II. | rajzfilm          | 7        | Tordon Ákos, Richly Zsolt, Pethő Zsolt                            | Az első rész 1990. március 15-én került képernyőre |
| Krisztofóró I.      | plasztik-animáció | 13       | Henry De Libe, Nagy Gyula, Tarján Pál                             |                                                    |
| Magyar népmesék IV. | rajzfilm          | 13       | Jankovics Marcell, Horváth Mária, Hajdu Marianna, Kaláka együttes | Az első rész 1991. május 10-én került képernyőre   |

## 1990
| Cím                       | Animáció | Epizódok | Alkotók                                  | Megjegyzés                                                      |
| ------------------------- | -------- | -------- | ---------------------------------------- | --------------------------------------------------------------- |
| Dörmögőék újabb kalandjai | bábfilm  | 13       | Gyárfás Endre, Kovács Kati, Korbuly Béla | Az első rész 1991. február 6-án került képernyőre, kesztyűs-báb |
| Trombi és a Tűzmanó II.   | rajzfilm | 13       | Baksa Tamás, Rigó Béla                   | Az első rész 1992. március 5-én került képernyőre               |

## 1991
| Cím                | Animáció          | Epizódok | Alkotók                                     | Megjegyzés                                        |
| ------------------ | ----------------- | -------- | ------------------------------------------- | ------------------------------------------------- |
| Krisztofóró II.    | plasztik-animáció | 13       | Nagy Gyula, Tarján Pál                      |                                                   |
| Töf-töf elefánt I. | gyurmafilm        | 13       | Csukás István, Cakó Ferenc, Mericske Zoltán | Az első rész 1996. október 9-én került képernyőre |

## 1992
| Cím                 | Animáció   | Epizódok | Alkotók                                     | Megjegyzés |
| ------------------- | ---------- | -------- | ------------------------------------------- | ---------- |
| Töf-töf elefánt II. | gyurmafilm | 13       | Csukás István, Cakó Ferenc, Mericske Zoltán |            |

## 1993
| Cím                  | Animáció          | Epizódok | Alkotók                                     | Megjegyzés                              |
| -------------------- | ----------------- | -------- | ------------------------------------------- | --------------------------------------- |
| Krisztofóró III.     | plasztik-animáció | 13       | Nagy Gyula, Tarján Pál                      |                                         |
| Leo és Fred II.      | rajzfilm          | 13       | Tóth Pál                                    | Az első rész 1996-ban került képernyőre |
| Töf-töf elefánt III. | gyurmafilm        | 13       | Csukás István, Cakó Ferenc, Mericske Zoltán |                                         |

## 1994
| Cím                 | Animáció          | Epizódok | Alkotók                                     | Megjegyzés |
| ------------------- | ----------------- | -------- | ------------------------------------------- | ---------- |
| Krisztofóró IV.     | plasztik-animáció | 13       | Nagy Gyula, Tarján Pál                      |            |
| Töf-töf elefánt IV. | gyurmafilm        | 13       | Csukás István, Cakó Ferenc, Mericske Zoltán |            |

## 1995
| Cím                | Animáció | Epizódok | Alkotók                                                           | Megjegyzés                                       |
| ------------------ | -------- | -------- | ----------------------------------------------------------------- | ------------------------------------------------ |
| Magyar népmesék V. | rajzfilm | 13       | Jankovics Marcell, Horváth Mária, Hajdu Marianna, Kaláka együttes | Az első rész 1996. január 2-án került képernyőre |

## 1997
| Cím                          | Animáció            | Epizódok | Alkotók                                  | Megjegyzés                                                      |
| ---------------------------- | ------------------- | -------- | ---------------------------------------- | --------------------------------------------------------------- |
| Dörmögőék legújabb kalandjai | bábfilm             | 13       | Gyárfás Endre, Kovács Kati, Korbuly Béla | Az első rész 1998. október 5-én került képernyőre, kesztyűs-báb |
| Kék egér I.                  | papírkivágásos film | 13       | Bálint Ágnes, Nagy Gyula                 | Az első rész 1999. január 10-én került képernyőre               |

## 1998
| Cím          | Animáció            | Epizódok | Alkotók                  | Megjegyzés                                             |
| ------------ | ------------------- | -------- | ------------------------ | ------------------------------------------------------ |
| Kék egér II. | papírkivágásos film | 13       | Bálint Ágnes, Nagy Gyula | Megszakítás nélkül került képernyőre a I. sorozat után |

## 2002
| Cím                 | Animáció | Epizódok | Alkotók                                                           | Megjegyzés |
| ------------------- | -------- | -------- | ----------------------------------------------------------------- | ---------- |
| Magyar népmesék VI. | rajzfilm | 13       | Jankovics Marcell, Horváth Mária, Hajdu Marianna, Kaláka együttes |            |

## 2005
| Cím                  | Animáció | Epizódok | Alkotók                                                       | Megjegyzés |
| -------------------- | -------- | -------- | ------------------------------------------------------------- | ---------- |
| Magyar népmesék VII. | rajzfilm | 7        | Jankovics Marcell, Horváth Mária, Nagy Lajos, Kaláka együttes |            |

## 2008
| Cím                   | Animáció | Epizódok | Alkotók                                                       | Megjegyzés |
| --------------------- | -------- | -------- | ------------------------------------------------------------- | ---------- |
| Magyar népmesék VIII. | rajzfilm | 4        | Jankovics Marcell, Horváth Mária, Nagy Lajos, Kaláka együttes |            |

## 2011
| Cím                 | Animáció | Epizódok | Alkotók                                                       | Megjegyzés |
| ------------------- | -------- | -------- | ------------------------------------------------------------- | ---------- |
| Magyar népmesék IX. | rajzfilm | 11       | Jankovics Marcell, Horváth Mária, Nagy Lajos, Kaláka együttes |            |

## 2016
| Cím             | Animáció                 | Epizódok | Alkotók                                    | Megjegyzés |
| --------------- | ------------------------ | -------- | ------------------------------------------ | ---------- |
| Egy kupac kufli | 2D számítógépes animáció | 13       | Jurik Kristóf, Dániel András, M. Tóth Géza |            |

## 2017
| Cím               | Animáció                 | Epizódok | Alkotók                       | Megjegyzés |
| ----------------- | ------------------------ | -------- | ----------------------------- | ---------- |
| Átjáró Másvárosba | 2D számítógépes animáció | 13       | Gelley Bálint, Magyari Andrea |            |

## 2020
| Cím                    | Animáció                 | Epizódok | Alkotók                    | Megjegyzés |
| ---------------------- | ------------------------ | -------- | -------------------------- | ---------- |
| Puskás Öcsi és barátai | 2D számítógépes animáció | 12       | Gellár Csaba, Hermán Árpád |            |

## 2023
| Cím                 | Animáció                 | Epizódok | Alkotók                                  | Megjegyzés |
| ------------------- | ------------------------ | -------- | ---------------------------------------- | ---------- |
| Bab Berci kalandjai | 2D számítógépes animáció | 13       | Kovács Márton, Hermán Árpád, Lázár Ervin |            |

## További sorozatok
- Makk Marci
- Pumukli
- STOP! Közlekedj okosan!
- Süni és barátai
- Süsü, a sárkány kalandjai
- Zénó